# Francisco Nixon
Francisco Nixon es el nombre artístico de Francisco Javier Fernández Martínez (Gijón, 1971), cantante español de pop independiente, también componente de los grupos Australian Blonde y La Costa Brava. Aunque se considera un proyecto en solitario, es habitual la colaboración de Ricardo Vicente Lorenzo -compañero de Francisco en La Costa Brava y también antiguo componente de Tachenko- que compone y canta algunas de las canciones. Su debut discográfico se produjo en el año 2006 con el disco Es perfecta. En marzo de 2009 se editó su segundo disco, titulado El perro es mío. En el 2010 editó el EP Gloria y la belleza sureña, firmado con los nombres de ambos, Francisco Nixon y Ricardo Vicente. En 2011 Francisco Nixon y Ricardo Vicente se unieron a The New Raemon para editar conjuntamente el disco El problema de los tres cuerpos.

Su tercer disco, Lo malo que nos pasa fue publicado en 2015. Posteriormente, en 2016, protagonizó el documental Salir de casa, dirigido por David Trueba, en el que reflexiona sobre el pasado, el éxito y las giras.
Aunque desde 2015 no publica un disco, ha seguido publicando nuevas canciones en su Bandcamp y realizando conciertos.

## Discografía

### Álbumes
- Es perfecta (Siesta, 2006)

1. Nadia
2. Alumno o profesor
3. Luna de miel a escondidas
4. Nadie es de nadie
5. En la playa de Los Muertos
6. Vagamos por las calles
7. Me casaré cuando me enamore
8. Banderas rojas
9. Elígeme a mí
10. Señor

- El perro es mío (Siesta, 2009)

1. Inditex
2. Erasmus borrachas
3. Museo Británico
4. Nombres y teléfonos
5. Los viajes de Simbad
6. Mereces toda mi atención
7. Nôtre Dame
8. Traficando
9. Brackets
10. Reactor n.º 4
11. Cruzando la calle

- El problema de los tres cuerpos (acreditado a The New Raemon, Francisco Nixon & Ricardo Vicente) (Playas de Normandía Cydonia - Music As Usual, 2011)

1. Todos tus caballos de carreras
2. Repartiendo el sombrero
3. Sé que es tu trabajo
4. El palacio de los gansos
5. Un apocalipsis
6. Bares de taxistas
7. El milagro de Milán
8. El novio de tu hermana
9. Las viejas luces

NOTA: En 2012 se lanzó la edición en vinilo de El problema de los tres cuerpos, que incluía además de los temas mencionados anteriormente otros tres: No hay vida en Marte, Esto no puede estar pasando y Cuidado no os equivoqueis. Estas tres canciones también forman el EP Tenéis que venir, disponible en descarga digital gratuita.
- Lo Malo Que Nos Pasa (Siesta, 2015)

1. Siempre Es el Cumpleaños de Alguien
2. Un Paseo por la Costa Fleming
3. Capitán Negrito
4. La Empresa
5. Médico Rural
6. Juventud (feat. Linda Mirada)
7. Animador de Crucero
8. Lo Malo Que Nos Pasa
9. La Vidente
10. Chicos Bajos, Chicas Altas
11. Vacaciones en Grecia
12. Robando Cobre

### EP
- Alumno o profesor / Banderas rojas (Siesta, 2006)

1. Alumno o profesor
2. Banderas rojas

- Erasmus borrachas (Siesta, 2009)

1. Erasmus borrachas
2. Brackets
3. Inditex
4. Estuve con una chica que había estado...

- Gloria y la belleza sureña (acreditado a Francisco Nixon & Ricardo Vicente) (Siesta, 2010)

1. San Fernando
2. Lo que Jekyll le dijo a Hyde
3. A cielo raso
4. Llegaste tarde
5. Banderas rojas, final feliz
6. Déjame intentarlo